# Wacław Prusak
Wacław Prusak (ur. 5 marca 1891 we Włodawie, zm. 17 kwietnia 1978 w Pruszkowie) – polski malarz realista.

## Życiorys
Od 1914 studiował w Petersburgu na Cesarskiej Akademii Sztuk Pięknych, którą ukończył w 1918. W 1923 rozpoczął studia muzyczne w warszawskim Konserwatorium Muzycznym, gdzie uzyskał dyplom w 1934. W międzyczasie podróżował po Związku Radzieckim. Od 1934 pracował w pruszkowskim liceum ogólnokształcącym im. Tomasza Zana.
Najczęstszym przedmiotem jego prac tworzonych w technice olejnej były pejzaże, architektura i portrety. Poza pojedynczymi obrazami był twórcą cyklów np. Peryferie Warszawy i Pałac w Wilanowie, ulubionym motywem był kościół św. Anny w Warszawie, który pojawia się na wielu jego pracach.
Jego prace po raz pierwszy wystawiono w 1922 w warszawskim Towarzystwie Sztuk Pięknych Zachęta. Następna wystawa autorska odbyła się podczas wystawy Wileńskiego Towarzystwa Artystów Plastyków w 1933. Wykładał na warszawskiej Akademii Sztuk Pięknych malarstwo i rysunek.
Po II wojnie światowej jego prace prezentowano w Zachęcie pięć razy (1962, 1963, 1964, 1967, 1969).
Zmarł w Pruszkowie, spoczywa na cmentarzu w Żbikowie (kw. A, grób 17).